# Goldmania violiceps
Goldmania violiceps е вид птица от семейство Колиброви (Trochilidae), единствен представител на род Goldmania.

## Разпространение
Видът е разпространен в Колумбия и Панама.